# U–529
Az U–529 tengeralattjárót a német haditengerészet rendelte a hamburgi Deutsche Werft AG-től 1940. augusztus 15-én. A hajót 1942. szeptember 30-án állították szolgálatba. Egy harci küldetése volt, hajót nem süllyesztett el.

## Pályafutása
Az U–529 1943. január 30-án futott ki Kielből Georg-Werner Fraatz kapitány irányításával. A tengeralattjáró Izland és Feröer között hajózott ki az Atlanti-óceánra. Február 15-én délkeletre a grönlandi Farvel-foktól egy brit B–24 Liberator mélységi bombákkal elsüllyesztette. A legénység valamennyi tagja, 48 ember elesett.

## Kapitány
| Név                 | Kezdőnap             | Zárónap           |
| ------------------- | -------------------- | ----------------- |
| Georg-Werner Fraatz | 1942. szeptember 30. | 1943. február 15. |

## Őrjárat
| Indulás | Indulónap        | Érkezés | Zárónap           |
| ------- | ---------------- | ------- | ----------------- |
| Kiel    | 1943. január 30. | *       | 1943. február 15. |

* A tengeralattjáró nem érte el úti célját, elsüllyesztették